# Espenmoos
Het Espenmoos is een voetbalstadion in Sankt Gallen, Zwitserland. Het stadion werd gebruikt door de voetbalclub FC St. Gallen. Sinds 2008 maakt deze club echter gebruik van een ander stadion, Kybunpark. Ook het nationale elftal speelde weleens een internationale wedstrijd hier. In het stadion is plaats voor 5700 toeschouwers.